# Entoloma chloropolium
Entoloma chloropolium är en svampart som först beskrevs av Elias Fries, och fick sitt nu gällande namn av Meinhard (Michael) Moser 1986. Entoloma chloropolium ingår i släktet Entoloma och familjen Entolomataceae.  Arten är reproducerande i Sverige. Inga underarter finns listade i Catalogue of Life.